# Hinzuanius mauriticus
Hinzuanius mauriticus is een hooiwagen uit de familie Biantidae.